# 中國塘鱧
中國塘鱧（学名：Bostrychus sinensis），又名中華烏塘鱧，为塘鱧科烏塘鱧屬下的一个种。其种加词“sinensis”意为“中华的”。

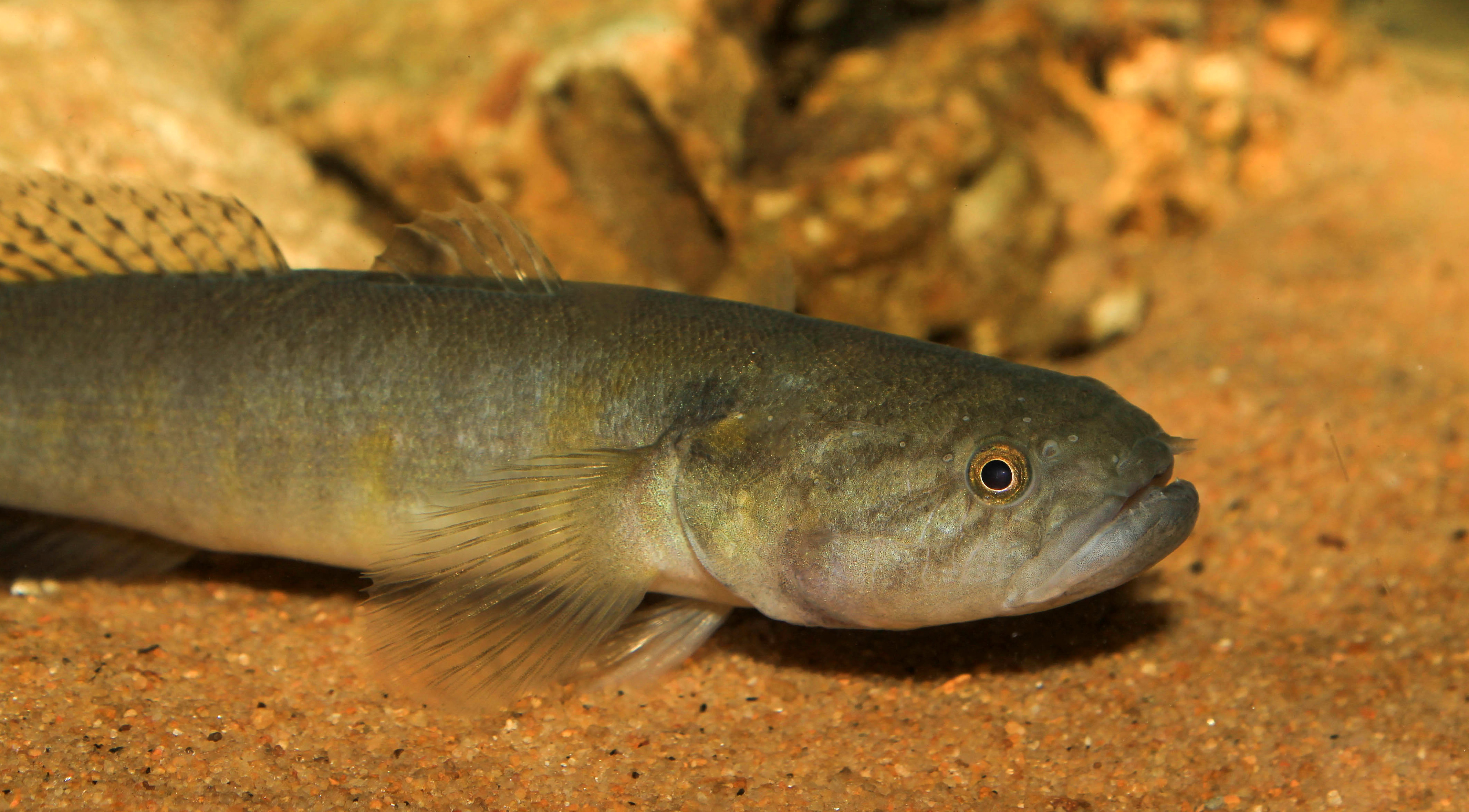